# Adrián Bone
Adrián Javier Bone Sánchez, ou simplement Adrián Bone, né le 8 septembre 1988 à Esmeraldas en Équateur, est un footballeur international équatorien au poste de gardien de but.
Il compte 3 sélections en équipe nationale depuis 2011. Il joue actuellement pour le club équatorien du CDT Universitario.

## Biographie

### Équipe nationale
Adrián Bone est convoqué pour la première fois par le sélectionneur national Reinaldo Rueda pour un match amical face à la Jamaïque le 2 septembre 2011 (victoire 5-2). 
En juin 2014, le sélectionneur Reinaldo Rueda annonce qu'Adrián Bone est retenu dans la liste des 23 joueurs pour jouer la Coupe du monde 2014 au Brésil. 
Il compte 3 sélections avec l'équipe d'Équateur depuis 2011.

## Palmarès

### En club
- Avec le Deportivo Quito :
  - Champion d'Équateur en 2011

## Statistiques

### Statistiques en club
Le tableau ci-dessous résume les statistiques en match officiel d'Adrián Bone durant sa carrière de joueur professionnel.
| Saison                | Club                  | Championnat           | Championnat | Championnat | Coupe(s) nationale(s) | Coupe(s) nationale(s) | Compétition(s) continentale(s) | Compétition(s) continentale(s) | Compétition(s) continentale(s) | Équateur | Équateur | Total | Total |
| Saison                | Club                  | Division              | M.          | B.          | M.                    | B.                    | Comp.                          | M.                             | B.                             | M.       | B.       | M.    | B.    |
| 2010                  | Espoli                | Serie A               | 41          | 0           | -                     | -                     | -                              | -                              | -                              | -        | -        | 41    | 0     |
| 2011                  | Deportivo Quito       | Serie A               | 13          | 0           | -                     | -                     | CS                             | 2                              | 0                              | 2        | 0        | 17    | 0     |
| 2012                  | Deportivo Quito       | Serie A               | 35          | 0           | -                     | -                     | CL+CS                          | 1+6                            | 0                              | -        | -        | 42    | 0     |
| 2013                  | El Nacional           | Serie A               | 30          | 0           | -                     | -                     | -                              | -                              | -                              | -        | -        | 30    | 0     |
| 2014                  | El Nacional           | Serie A               | 17          | 0           | -                     | -                     | -                              | -                              | -                              | 1        | 0        | 18    | 0     |
| Total sur la carrière | Total sur la carrière | Total sur la carrière | 136         | 0           | -                     | -                     | -                              | 9                              | 0                              | 3        | 0        | 148   | 0     |